# Сельское поселение Петровка
Сельское поселение Петровка — муниципальное образование в Борском районе Самарской области.
Административный центр — село Петровка.

## Административное устройство
В состав сельского поселения Петровка входят:
- село Петровка,
- деревня Языково,
- деревня Новая Покровка,
- посёлок Прожектор.

## Население
Население на 1 января 2024 года составляет: 1 712.